# Liste von Burgen, Schlössern und Festungen in Litauen
Diese Liste führt Burgen, Schlösser und Festungen in Litauen auf.

## Liste
| Name                               | Standort                                                                 | Bauzeiten   | heutiger Zustand                                          | Bild |
| ---------------------------------- | ------------------------------------------------------------------------ | ----------- | --------------------------------------------------------- | ---- |
| Schloss Baltadvaris                | Baltadvaris im Amt Giedraičiai der Gemeinde Molėtai                      | 16. Jh.     | Ruine                                                     |      |
| Schloss Biržai/Birsen              | Biržai                                                                   | 1586        | Teilweise wiedererrichtet                                 |      |
| Hof Buivydiškės                    | Buivydiškės                                                              | 1593        | Heute als Schulgebäude genutzt                            |      |
| Burg Dubingiai                     | Dubingiai im gleichnamigen Amt der Gemeinde Molėtai                      | 1412–1413   | Ruine                                                     |      |
| Burg Kaunas                        | Kaunas                                                                   | 14. Jh.     | Teilweise wiedererrichtet                                 |      |
| Kernavė/Kernau                     | Kernavė                                                                  | 14. Jh.     | mehrere künstliche Burghügel                              |      |
| Memelburg                          | Klaipėda                                                                 | 13. Jh.     | Ruine                                                     |      |
| Burg Medininkai                    | Medininkai                                                               | 13./14. Jh. | Teilweise wiedererrichtet                                 |      |
| Schloss Norviliškės                | Norviliškės ganz im Osten des Amtes Dieveniškės der Gemeinde Šalčininkai | 16. Jh.     | Wiedererrichtet                                           |      |
| Schloss Panemunė                   | Pilis I, Amt Skirsnemunė der Gemeinde Jurbarkas                          | 17. Jh.     | Teilweise restauriert                                     |      |
| Tyszkiewicz-Palast in Raudondvaris | Raudondvaris                                                             | 17. Jh.     |                                                           |      |
| Schloss Raudonė                    | Raudonė                                                                  | 16. Jh.     |                                                           |      |
| Burg Rokantiškės                   | Naujoji Vilnia                                                           | 16. Jh.     | Ruine                                                     |      |
| Walburg Šeimyniškėliai             | Amt und Bezirksgemeinde Anykščiai                                        | 13. Jh.     | möglicher Ort der Fürstenburg Voruta                      |      |
| Schloss Siesikai                   | Siesikai                                                                 | 16. Jh.     | Wiedererrichtet                                           |      |
| Burg Senieji Trakai                | Senieji Trakai                                                           | 14. Jh.     | spärliche Reste, heute in Kirche und Kreuzgang integriert |      |
| Burg Trakai                        | Wasserburg Trakai                                                        | 14. Jh.     | Wiedererrichtet                                           |      |
| Halbinselburg Trakai               | Trakai                                                                   | 14. Jh.     | Teilweise wiedererrichtet                                 |      |
| Burg Vilnius                       | Vilnius                                                                  | 14. Jh.     | Teilweise wiedererrichtet                                 |      |